# Precious (film)
Precious: Based on the Novel "Push" by Sapphire is een Amerikaanse film uit 2009 van regisseur Lee Daniels. De film is, zoals de titel duidelijk maakt, gebaseerd op de roman Push van schrijfster Sapphire. Het boek werd omgevormd tot een scenario door Geoffrey S. Fletcher. De hoofdrol wordt vertolkt door Gabourey Sidibe en enkele van de belangrijkste bijrollen door Mo'Nique, Paula Patton, Mariah Carey en Lenny Kravitz.
Precious won in 2010 twee Academy Awards, nadat het eerder zes nominaties in de wacht had gesleept.

## Verhaal
In 1987 is Claireece Precious Jones 16 jaar oud. Ze is een zwart meisje dat lijdt aan overgewicht en analfabeet is. Ze woont samen met haar moeder Mary, een gestoorde huisvrouw, in Harlem. Precious werd al twee keer door haar vader Carl bezwangerd en ook haar moeder maakt misbruik van haar. Bovendien wordt ze van school gestuurd omdat ze zwanger is van haar tweede kind.
Om aan alle ellende te ontsnappen, duikt ze onder in een fantasiewereld. Ze beeldt zich een nieuwe, betere wereld in. Zo praat ze met foto's die in haar hoofd tot leven komen. Wanneer ze uiteindelijk op een nieuwe school belandt, krijgt haar leven een nieuwe duw in de rug. Haar leerkracht, juffrouw Blu Rain, is erg lief voor haar, net als de sociale medewerkster Weiss. Maar dan moet Precious bevallen. Haar pasgeboren zoon krijgt de naam Abdul. Haar zoon geeft haar leven meer betekenis en dus besluit ze niet langer samen te wonen met haar moeder. Ze vlucht en vindt onderdak in haar klaslokaal.
Later verneemt Precious dat haar vader gestorven is aan aids. Zelf is ze ook besmet met het hiv. Toch besluit ze de moed niet op te geven, want ze wil absoluut een beter leven.

## Rolverdeling
- Gabourey Sidibe - Precious
- Mo'Nique - Mary
- Mariah Carey - Mrs. Weiss
- Paula Patton - Ms. Rain
- Lenny Kravitz - verpleger John
- Sherri Shepherd - Cornrows

## Productie
In september 2007 deed de toen 24-jarige Gabourey Sidibe mee aan een auditie die werd gehouden aan het Lehman College in New York. Ze was een van de meer dan 300 meisjes die in het hele land auditie deden. Sidibe had geen acteeropleiding genoten maar werd toch gekozen voor de rol van Precious. Mariah Carey werd gecast nadat ze eerder al had samengewerkt met regisseur Lee Daniels. Ook Mo'Nique werkte eerder al samen met Daniels. Zij werd gecast als de gemene moeder van het hoofdpersonage, een vertolking waarvoor ze later verscheidene bekroningen zou winnen.
De film had twaalf producers. Presentatrice Oprah Winfrey was er daar een van. De opnamen vonden plaats in New York en duurden vijf weken. Het budget bedroeg zo'n 10 miljoen dollar.
De film ging in première op het Sundance Film Festival. Later werd hij ook vertoond op het filmfestival van Cannes. In Nederland was hij te zien op Film by the Sea, en in België op het Internationaal filmfestival van Vlaanderen-Gent. De film kreeg goede commentaren, vooral de acteerprestaties vielen in de smaak. De meeste prijzen die de film in de wacht sleepte, werden door Mo'Nique gewonnen.

## Prijzen

### Academy Awards
Gewonnen
- Best Actress in a Supporting Role - Mo'Nique
- Best Writing, Screenplay Based on Material Previously Produced or Published - Geoffrey Fletcher

Genomineerd
- Best Picture - Lee Daniels, Sarah Siegel-Magness, Gary Magness
- Best Actress in a Leading Role - Gabourey Sidibe
- Best Director - Lee Daniels
- Best Editing - Joe Klotz

### BAFTA's
Gewonnen
- Best Actress in a Supporting Role - Mo'Nique

Genomineerd
- Best Film - Lee Daniels, Sarah Siegel-Magness, Gary Magness
- Best Actress in a Leading Role - Gabourey Sidibe
- Best Screenplay, Adapted - Geoffrey Fletcher

### Golden Globes
Gewonnen
- Best Actress in a Supporting Role - Mo'Nique

Genomineerd
- Best Motion Picture - Drama
- Best Performance by an Actress in a Motion Picture - Drama - Gabourey Sidibe

## Trivia
- Oorspronkelijk werd Helen Mirren gevraagd voor de rol die uiteindelijk naar Mariah Carey ging.
- De moeder van Gabourey Sidibe is zangeres Alice Tan Ridley. Toen er in de jaren negentig ook plannen ontstonden om het boek Push te verfilmen, werd Ridley gevraagd om het personage Mary te vertolken.
- Het personage van Mo'Nique is in de film nauw betrokken bij enkele incestueuze zaken. In het echt is Mo'Nique ook het slachtoffer geweest van incest. Ze beschouwde haar rol als een soort van therapie voor haar eigen trauma.